# Survivalisme
Pour les articles homonymes, voir Survivre.
Pour la chanson de Nine Inch Nails, voir Survivalism.

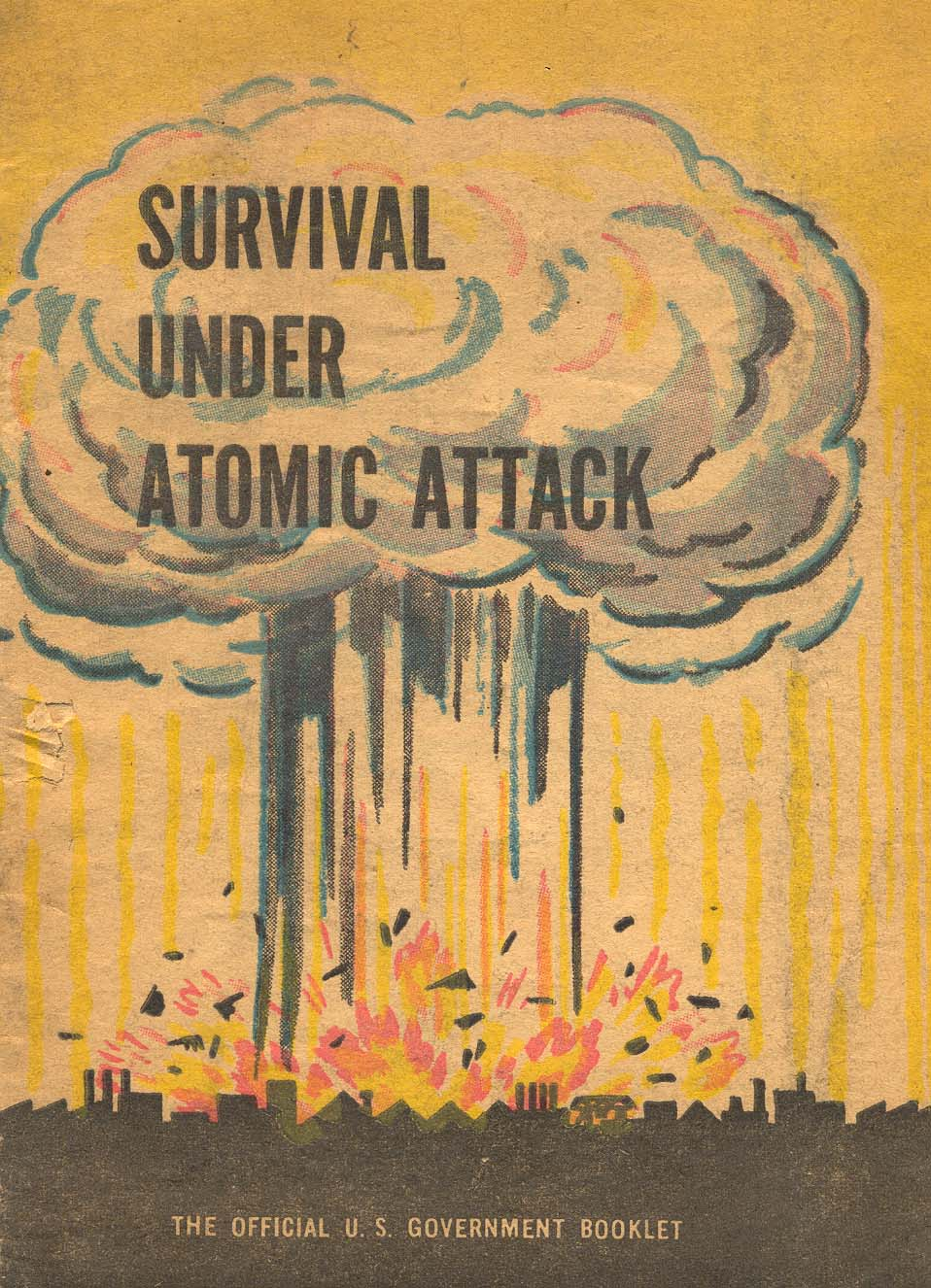
Couverture du Survival Under Atomic Attack, une publication officielle du gouvernement des États-Unis (Executive Office of the President, National Security Resources Board et Civil Defense Office) de 1950.

Le survivalisme est un terme qui désigne les activités de certains individus ou groupes d'individus qui se préparent à une catastrophe éventuelle (catastrophe naturelle, crise économique, crise sanitaire, etc.) à l'échelle locale ou globale, voire à un événement potentiellement cataclysmique (effondrement écologique, guerre nucléaire, invasion extraterrestre, etc.), ou plus généralement à un effondrement de la civilisation industrielle.
Les survivalistes se préparent en modifiant leurs habitations, en apprenant des techniques de survie et des rudiments de notions médicales, en stockant de la nourriture et des armes, en construisant des abris antiatomiques, ou en apprenant certaines techniques de bushcraft afin de s'abriter, se réchauffer, avoir de l'eau potable et se nourrir en milieu sauvage ou hostile (chasse, cueillette, production de feu).
Le mouvement émerge aux États-Unis dans les années 1960, sur fond de guerre froide. Il a plus récemment évolué en néosurvivalisme, qui est davantage un mouvement porté sur l'autonomie et l'indépendance par rapport au système économique global, et sur une plus grande proximité avec la nature.

## Origines et historique

### Chronologie
En 1902, l'officier de marine Georges Hébert coordonna le sauvetage de 700 personnes d'une éruption volcanique. Profondément affecté par cette expérience, il développa l'hébertisme, une activité physique qui permettrait d'« Être fort pour être utile », utile aux autres et par extension à soi-même. L'hébertisme est avant tout une méthode d'éducation physique complète, naturelle et utilitaire.
Dans les années 1960 aux États-Unis, l'inflation et la dévaluation ont incité certaines personnalités à conseiller aux populations de se préparer. En 1967, un architecte, Don Stephens (en) commença à populariser l'idée d'un nécessaire de survie.
Au cours des années 1970, au début de la crise pétrolière de 1973, un livre du conseiller financier Howard Ruff (en), Famine et survie en Amérique, diffusait l'information que différents métaux précieux, dont l'or, avaient plus de valeur et devaient être favorisés dans le cas d'un imminent effondrement économique.
De nombreux livres de « survie » furent publiés à la suite de celui-ci, dont celui de Kurt Saxon (en) qui décrivait les méthodes des pionniers du XIXe siècle. C'est Saxon qui utilisa le terme « survivaliste » le premier et qui prétend l'avoir inventé. Par la suite, des auteurs comme Mel Tappan (en) (qui publia entre autres le bulletin « Personal Survival Letter » de 1977 à 1982) publièrent des ouvrages sur le même thème.
Dans les années 1980, l'auteur et commentateur politique de tendance libertarien John Pugsley (en) publie La Stratégie Alpha (Alpha Strategy: The Ultimate Plan of Financial Self-Defense for the Small Investor.), qui devient un best-seller et est considéré encore aujourd'hui comme une référence parmi les survivalistes américains,. À la même période, où voit se dérouler la course aux armements nucléaires entre les deux blocs, paraît le livre Life After Doomsday: A Survivalist Guide to Nuclear War and Other Major Disasters (1980) de Bruce D. Clayton (en).
Dans les années 1990, le mythe du « bogue de l'an 2000 » redonne une seconde vie au courant survivaliste.
Dans les années 2000, les événements des attentats du 11 septembre 2001 et la guerre contre le terrorisme ravivent également la crainte d'un désastre imminent, comme imaginé dans les années 1960 et 1970. La crise financière de 2007-2009 poursuit le phénomène, ainsi que les catastrophes naturelles qui suivent (par exemple, les tempêtes de décembre 1999 en Europe, le séisme de 2004 dans l'océan Indien, la tempête Xynthia en 2010, etc.).

### Inspirations religieuses
Le survivalisme est parfois lié à des croyances religieuses diverses, il s'est développé dans les pays protestants où l'eschatologie est très présente et où le public apprécie les romans et les films ayant pour thème une grande catastrophe de fin du monde.
Bien que les Églises évangéliques intègrent dans leur prédication le temps de la « grande tribulation » et la nécessité de s'y préparer, ceci n'a rien à voir avec la notion de survivalisme. Aucune notion de préparation physique n'est promulguée. L'Église de Jésus-Christ des saints des derniers jours donne consigne aux familles de stocker de la nourriture. La prédiction d'un changement radical en décembre 2012, issue d'une interprétation du calendrier maya, a ravivé également les préparatifs des survivalistes religieux. Plus généralement, cette peur d'une grande catastrophe est celle de la peur de la mort.

### Néosurvivalistes (preppers)
Plus récemment, le besoin d'être simplement prévoyant de la part de certains individus ainsi que de se distancier des connotations sectaires, extrémistes, et/ou ultra-individualistes collant au survivalisme, en particulier aux États-Unis, a donné naissance au terme « prepper » (de prepping : diminutif informel de « se préparer »).
Les néosurvivalistes, craignant des rapports officiels qui sont de plus en plus angoissants, pour rester dans l'idée du « Teotwawki » (« the end of the world as we know it », en français « la fin du monde tel que nous le connaissons »), préfèrent se baser sur la culture populaire comme le cinéma, la littérature, la télévision ou le jeu vidéo.
Ainsi, des réseaux de preppers ont vu le jour au Canada et aux États-Unis (comme l'American Preppers Network) pendant la guerre froide (à l'origine). Ces développements ont conduit Gerald Celente, le fondateur du « Trends Research Institute » à relever l'émergence de ce qu'il appelle le « néosurvivalisme ». En décembre 2009, il définit ce phénomène dans une interview accordée à Jim Puplava (en) :

« [dans] les années '70, la seule chose que l'on voyait était un seul élément du survivalisme : la caricature, le gars avec son AK-47, se dirigeant vers les collines avec assez de munitions, de porc et de haricots pour traverser la tempête. Le néosurvivalisme est très différent de ça. On observe des citoyens ordinaires, prenant des initiatives ingénieuses, se diriger dans un sens intelligent afin de se préparer au pire. […] Il s'agit donc d'un survivalisme de toutes les façons possibles : se cultiver soi-même, être auto-suffisant, faire autant que possible pour se débrouiller aussi bien que possible par soi-même. Et cela peut se faire dans des zones urbaines, semi-urbaines ou à la campagne. Cela veut dire également : devenir de plus en plus solidement engagé avec ses voisins, son quartier. Travailler ensemble et comprendre que nous sommes tous dans le même bain. Le meilleur moyen d'avancer c'est en s'aidant mutuellement.[…] »

Selon une étude du sociologue Bertrand Vidal, une évolution du survivalisme s'est bien produite au début du XXIe siècle :

« Si au départ l’on pouvait dire qu’il existe une unique population survivaliste qui pouvait se définir racialement, politiquement, économiquement et autres, aujourd’hui le mouvement est protéiforme, multiple, trans-générationnel. Tout le monde peut, un jour, devenir survivaliste. »

« Le "prepper", s’il ne diffère pas du survivaliste quant aux pratiques mises en œuvre pour la survie […], la préparation au pire, se présente plutôt comme un mode de vie, une attitude quotidienne que comme un moyen de survie. »

## Principes

### Types de problèmes envisagés

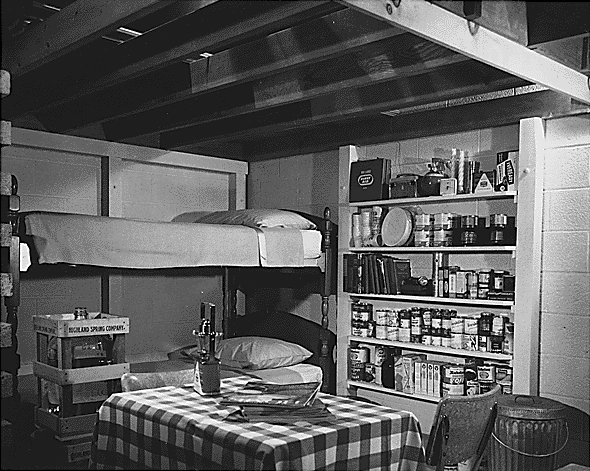
Vue idéalisée de l'intérieur d'un abri antiatomique (1957) où l'humanité devait continuer à vivre malgré les retombées dans l'environnement.

Le survivaliste se prépare en fonction de la situation anticipée.
La préparation la plus importante est celle pour un événement qui touche personnellement les individus, comme : 
- un accident (de la route, domestique) ;
- un incendie au domicile ;
- un cambriolage ;
- une agression ;
- une situation d'isolement dans la nature : le canadien Les Stroud, parfois qualifié d'expert survivaliste[17], en est le représentant canadien le plus médiatisé.

Ensuite, viennent les événements locaux, touchant une zone limitée, par exemple des suites du mauvais temps ou de troubles sociaux : 
- coupure d’électricité, de gaz ou d'eau ;
- rupture des circuits d'approvisionnement en nourriture ;
- rupture des services publics (interruption des services de police, de pompiers, etc.) ;
- catastrophes naturelles (tornades et ouragans, tremblements de terre, blizzards, inondation, éruption volcanique, tsunami...) ou non (accident nucléaire, rupture de barrage).

Enfin, viennent les événements à échelle régionale, nationale ou mondiale. Lors de ces événements, chaque individu est livré à lui-même :
- catastrophe économique ;
- catastrophe naturelle mondiale (réchauffement climatique) ;
- pandémie ;
- guerres, et conflits humains (guerre nucléaire, guerre biologique, guerre chimique, guérilla, attaque terroriste, guerre civile) ;
- désordre consécutif à la catastrophe primaire, ou à l'effondrement global : pénurie en eau potable, aliments sains, énergie et médicaments, dissolution de l'ordre social, développement de conflits autour des ressources restantes.

Pour résumer tout cela, se protéger contre une épidémie de type « zombie » est une métaphore courante. Ce type de catastrophe fictive rassemble presque tous les risques possibles.

### Préparatifs

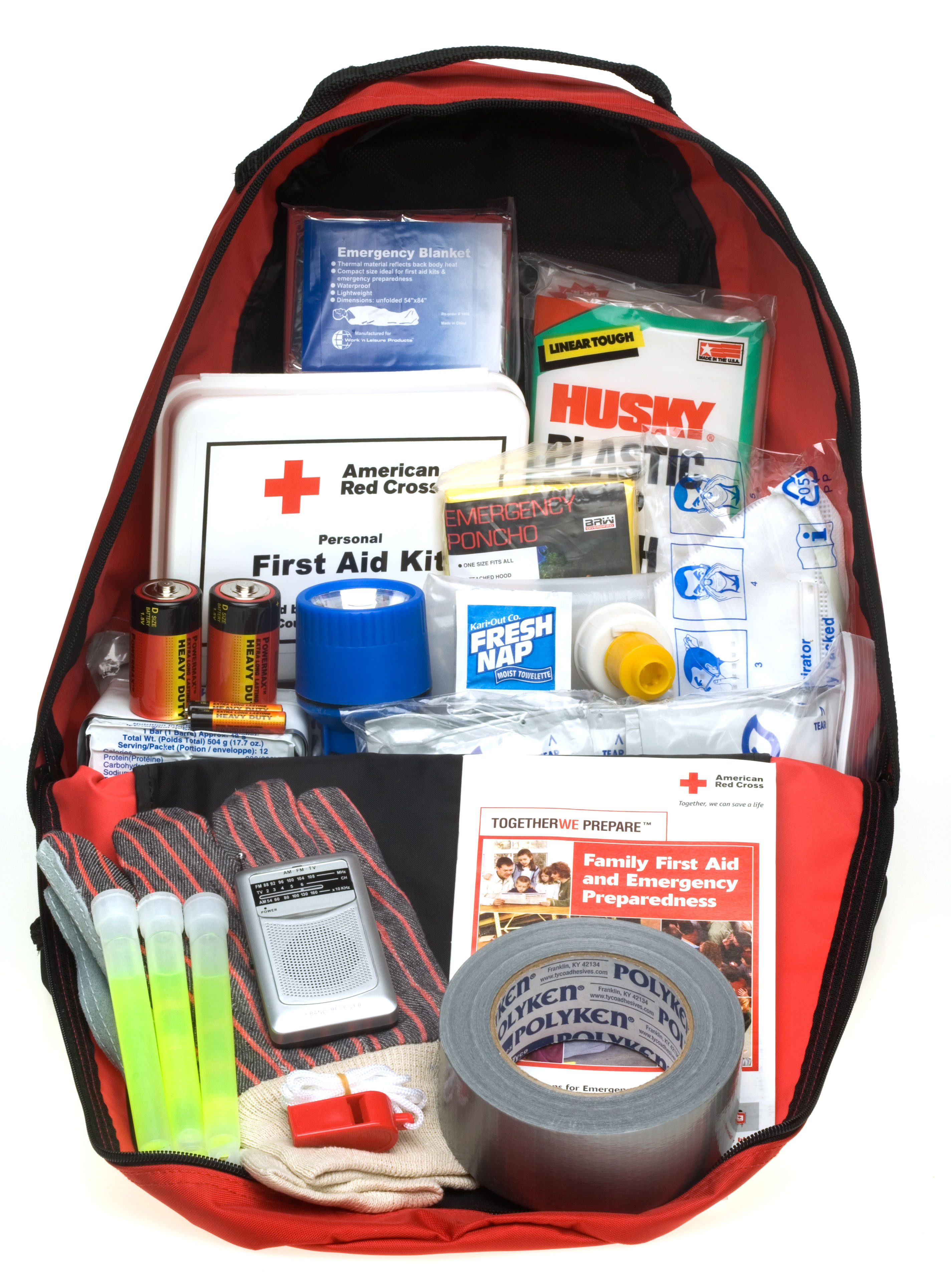
Un kit de préparation « prêt à l'emploi » de la Croix-Rouge américaine.

Les préparatifs courants comprennent la création d'un lieu de retraite clandestin ou défendable, d'un refuge en plus du stockage de nourriture non périssable, d'eau, d'équipement de purification de l'eau, de vêtements, de semences, de bois de chauffage, d'armes de défense ou de chasse, de munitions, de matériel agricole et de fournitures médicales. Certains survivants ne se préparent pas de façon aussi poussée et intègrent simplement un point de vue « Soyez prêt » dans leur vie de tous les jours.
Il est possible de créer un sac d'équipement, souvent appelé sac d'évacuation (BOB) ou « sac d'esquive » (get out of dodge ou GOOD), qui contient les nécessités de base et des articles utiles. Il peut être de n'importe quelle taille, pesant autant que l'utilisateur est capable de transporter.

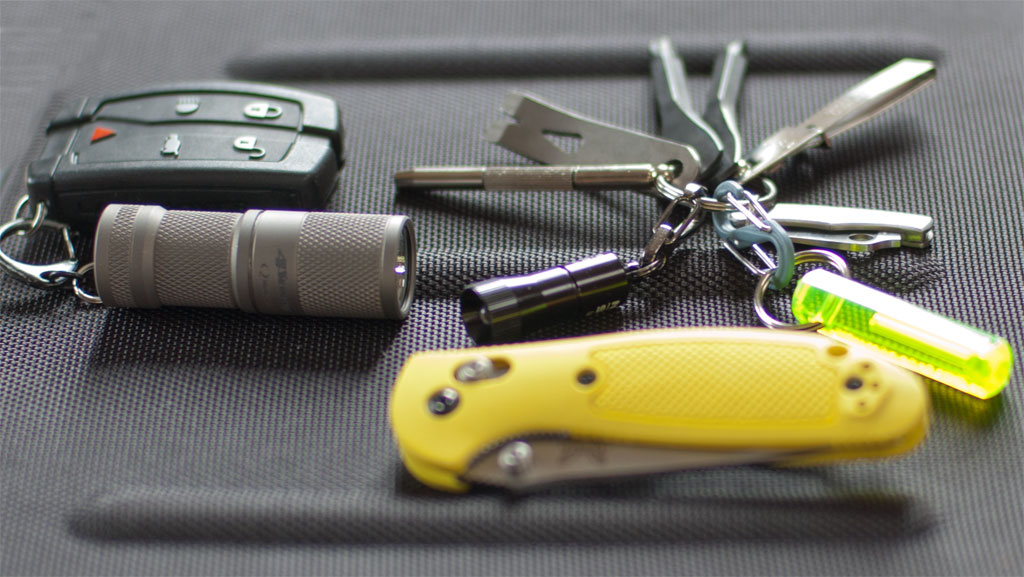
Everyday carry (EDC).
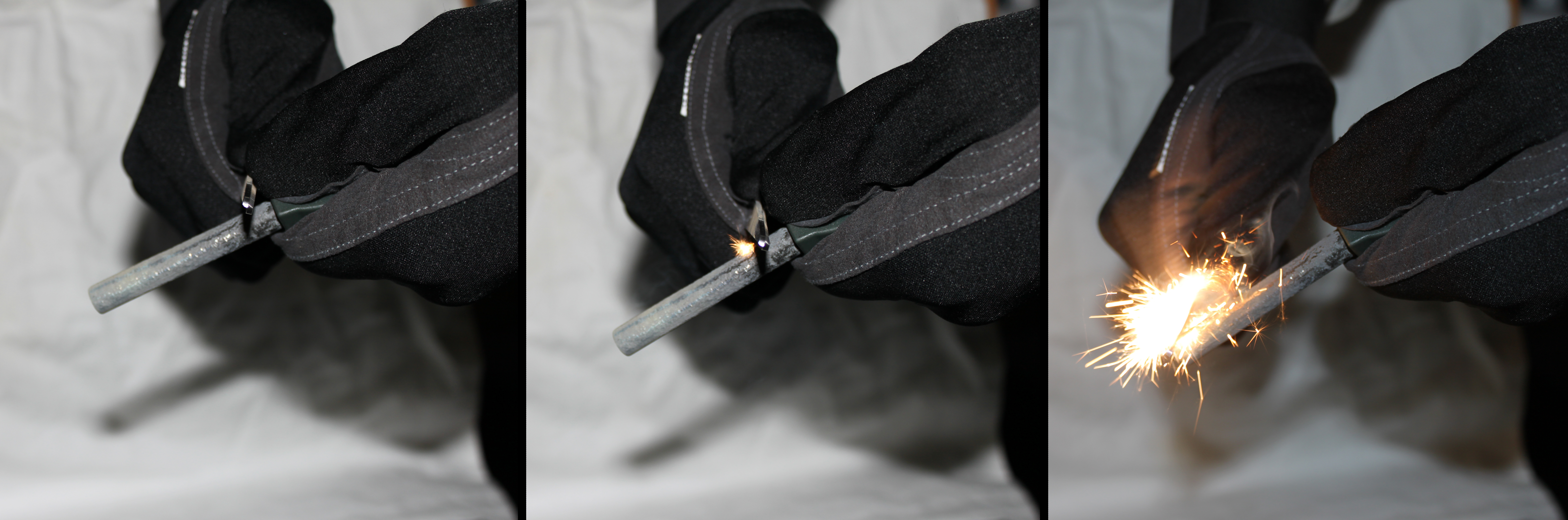
Allume feu firesteel.
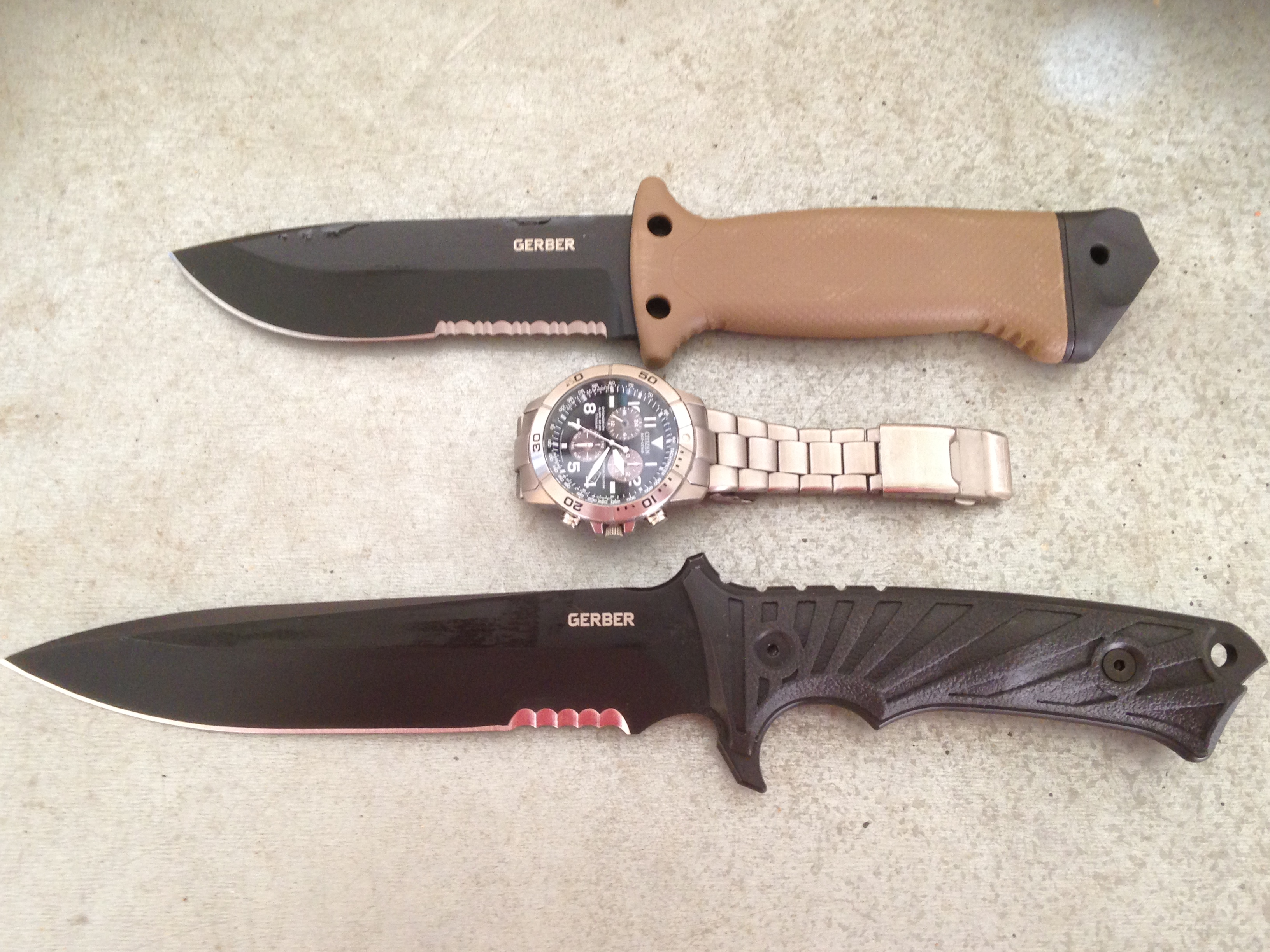
Deux couteaux de survie.

#### Solutions développées
- Compétences de survie (maîtrise du feu, nœuds, etc.), et d'autosuffisance.
- Élaboration de kits de survie (sac d'évacuation, EDC, kit voiture, trousse de secours).
- Élaboration d'une stratégie financière d'urgence (stockage de lingots d'or, d'argent et de matières premières comme des lingots de cuivre).
- Mise en place d'une base autonome durable (BAD) qui doit comporter une réserve et un approvisionnement en eau potable, en nourriture, en énergie, en soins, en défense, en distraction, en informations et en relations humaines. Sa surface doit donc être assez grande pour cultiver des produits agricoles et élever des animaux ou de la volaille. Des évacuations (sortie de secours, ordures, excréments, urines...) sont indispensables.

## Dans le monde
La préparation survivaliste, individuelle ou en groupe, qu'elle soit formelle ou informelle, ainsi que les forums et blogs dédiés, sont populaires dans le monde. Ils sont les plus visibles en Australie,, Autriche, Belgique, Canada, France,,,, Allemagne (souvent sous l'appellation de clubs de sports extrêmes), Pays-Bas, Nouvelle-Zélande, Russie, Suède,,, Royaume-Uni et surtout aux États-Unis,.
En Europe, de façon plus générale, le survivalisme se rapproche davantage du concept d'autosuffisance que de prepping et d'apocalypse. On y traite bien sûr de la survie en milieu rural ou urbain et des premiers soins, mais également de la permaculture, des énergies vertes, de la conception d'habitats durables ainsi que de météo en plus du prepping.

### Survivalisme en France
Les groupes survivalistes en France sont inspirés de diverses idéologies politiques ou peuvent être apolitiques.
Le courant survivaliste d'extrême droite apparaît en France dans le début des années 2000, inspiré des livres de Guillaume Faye ou du Choc des civilisations de Samuel Huntington. Les craintes de l'islam et de l'immigration, ou vis-à-vis de théories du complot comme le « grand remplacement » ou le « génocide blanc » y sont communes. Durant le milieu des années 2010, divers groupes survivalistes d'extrême droite se constituent en structures communautaires afin de se préparer à la guerre ethnique et à la reconquête territoriale.
En 2018, dix membres de l'Action des forces opérationnelles, un groupuscule survivaliste d'extrême droite, sont arrêtés, suspectés de projets d'attentats,
Lors de l'affaire Mia Montemaggi, quatre hommes, suspectés d'être les complices de la mère dans l'enlèvement de sa petite fille dont la garde lui avait été retirée, sont présentés par les enquêteurs comme appartenant à la mouvance survivaliste et seraient proches de l’ultra-droite.
Le survivalisme est présent dans l'idéologie du Front national et notamment prôné par Jean-Marie Le Pen : 

« Ma philosophie est le survivalisme, car la vie est un combat, un match permanent contre l’adversité, avec plus ou moins de chance. [...] Il ne nous reste plus beaucoup de temps. L’humanité elle-même pourrait parfaitement disparaître, notamment à la suite d’un conflit nucléaire. J’essaie d’ailleurs de convaincre mes compatriotes qu’il faut se donner un mois de survie avec un sac de riz, quelques boîtes de conserve et de l’eau. Car il est probable qu’à un moment donné on se retrouve en rupture d’approvisionnement. En cas de troubles graves, le supermarché ne tiendra pas vingt-quatre heures. Il sera pillé et incendié. Imaginons que le système de distribution d’eau soit attaqué et cesse de fonctionner. Seuls ceux qui auront pensé à mettre quelques bouteilles d’eau de côté survivront. Encore que l’eau ne soit pas totalement indispensable... si on a du vin. »

— Jean-Marie Le Pen, entretien avec Michel Eltchaninoff pour Dans la tête de Marine Le Pen, 2017.

## Dans la culture populaire

### Littérature
- Dans Ravage (1943) de René Barjavel.
- Dans La Terre demeure (1949) de George R. Stewart.
- Dans Le Jour des Triffides (1951) de John Wyndham.
- Dans Le Mur invisible (1963) de Marlen Haushofer.
- Dans Soleil vert (1966) de Harry Harrison.
- Dans Malevil (1972) de Robert Merle.
- Dans Les Survivants  (1973) de Paul Piers Read (en).
- Dans L'Autoroute sauvage (1976) de Gilles Thomas.
- Dans Voyage au bout de la solitude (1996) de Jon Krakauer.
- Dans La Route (2006) de Cormac McCarthy.
- Dans La Théorie des dominos (2007) de Alex Scarrow.
- Dans Vicilisation - La Chute (2011) de Chris Antone.
- Dans Black-out : demain il sera trop tard (2012) de Marc Elsberg.
- Dans Skyroad (2020) de Romain Orsini.

### Cinéma
- Dans Soleil vert (1973) de Richard Fleischer.
- Dans Malevil (1981)de Christian de Chalonge.
- Dans Threads (1984) de Mick Jackson.
- Dans Les Survivants (1993) de Frank Marshall.
- Dans Into the Wild (2006) de Sean Penn.
- Dans Deep Impact (1998) de Mimi Leder[11].
- Dans Je suis une légende (2007) de Francis Lawrence.
- Dans La Route (2009) de John Hillcoat.
- Dans Take Shelter (2011) de Jeff Nichols.
- Dans The Divide (2012) de Xavier Gens.
- Dans The Day (2013) de Douglas Aarniokoski.
- Dans Les Combattants (2014) de Thomas Caillet.
- Dans 10 Cloverfield Lane (2016) de Dan Trachtenberg.
- Dans Captain Fantastic (2016) de Matt Ross.
- Dans Love and Monsters (2020) de Michael Matthews.
- Dans Jusqu'au déclin (2020) de Patrice Laliberté

### Télévision
Diverses émissions, de type documentaire ou jeu télévisé, mettent en scène des conditions de survie. Par exemple :
Documentaires et jeux télévisés
- Dans Koh-Lanta
- Dans Le Survivant
- Dans Dual Survival
- Dans Seul face à la nature (Man vs. Wild)
- Dans Alone, les survivants[41].
- Dans The Island

Séries télévisées
- Dans Survivors (2008), série de Adrian Hodges (en).
- Dans The Walking Dead (2010), série de Frank Darabont et Robert Kirkman.
- Dans Revolution (2012), série de Eric Kripke.
- Dans Z Nation (2014), série de Karl Schaefer (en) et Craig Engler.
- Dans Fear the Walking Dead (2015), série de Robert Kirkman et Dave Erickson (en).

### Bande dessinée
- Dans la série Simon du Fleuve (1976-1989) de Claude Auclair.

### Jeux vidéos
- Dans le jeu vidéo Far Cry 5 (2018), la question du survivalisme est omniprésente, avec la présence de nombreux bunkers et dans le discours de la secte The Church of Eden's Gate, antagoniste du jeu.
- Le jeu vidéo 60 Seconds! (2015) est littéralement basé sur le survivalisme et la prise de décisions vitales en situation de crise.

### Dans la fiction
La survie est un thème récurrent dans la fiction en général, en particulier dans certains genre comme la science-fiction post-apocalyptique, ou les films de zombies.